# Курбаткіна Стелла Дмитрівна
Стелла Дмитрівна Курбаткіна (нар. 4 вересня 1933, Владивосток — пом. 12 грудня 2015, Херсон) — українська журналістка, мистецтвознавець; член Спілки журналістів СРСР та Спілки журналістів України з 1987 року. Дружина художника Дмитра Катиніна.

## Біографія
Народилася 4 вересня 1933 року у місті Владивостоці (Приморський край, РФ). 1949 року закінчила середню школу № 9 у Владивостоці, 1957 року — Владивостоцький педагогічний інститут за спеціальністю викладач російської мови і літератури старших класів. Працювала вчителем в середній школі, бібліотекарем. У 1960—1962 роках — редактор літературно-драматичного мовлення Приморського комітету з радіомовлення.
У 1964–1968 роках працювала на Херсонській студії телебачення черговою за режисерським пультом, у 1970–1993 роках — редактор заводського радіомовлення Херсонського комбайнового заводу. Член КПРС з 1974 року. Померла в Херсоні 12 грудня 2015 року.

## Журналістська діяльність
- Уклала альбом «Художники Херсонщини» (Київ; Херсон, 2002);
- Авторка публікацій і нарисів, зокрема в «Наддніпрянській правді», про творчість І. Ботька, К. Московченка, А. Платонова, Г. Курнакова, Г. Петрова, В. Шкуропата, А. Бикова, В. Машницького та інше[2];
- Автор 24 статей в Енциклопедії сучасної України (томи 2—8)[1].